# Jardín Botánico Molino de Inca

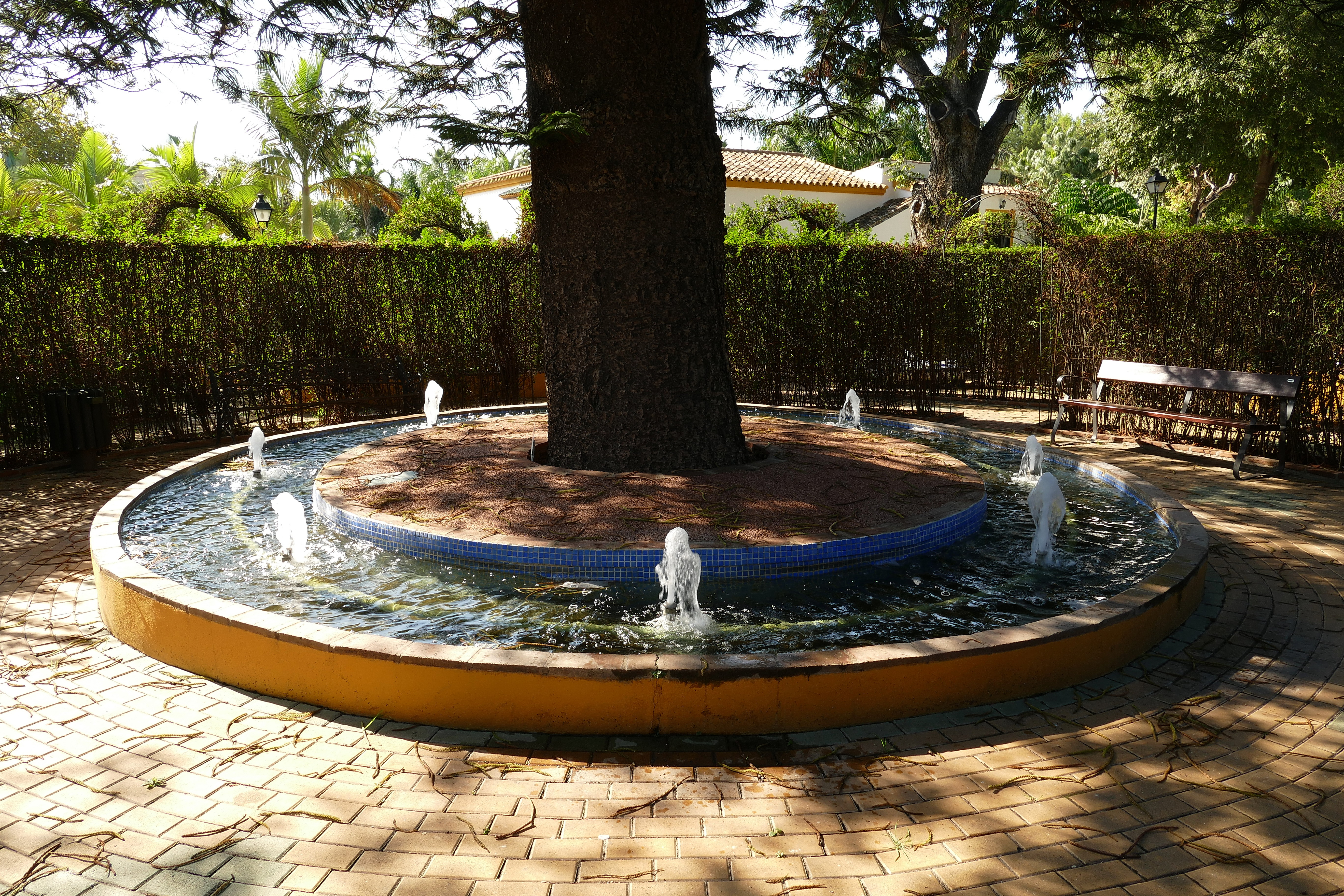
Araucaria excelsa im Botanischen Garten Molino de Inca

Der Jardín Botánico Molino de Inca ist ein ca. vier Hektar großer botanischer Garten zwischen Torremolinos und Málaga in Andalusien.
Der 2003 neu gestaltete Park hat seinen Namen von der historischen Mühle El Molino de Inca erhalten. Die Mühle wurde aufwändig wiederaufgebaut und kann besichtigt werden, es werden eine Ausstellung über die Kunst des Getreidemahlens in den verschiedenen Epochen sowie verschiedene Führungen angeboten.
In der Mitte des Gartens befindet sich ein Labyrinth aus japanischen Ligusterpflanzen mit einem Durchmesser von über 50 Metern sowie eine über 100 Jahre alte Araukarie. Das Gelände beherbergt auch einen kleinen japanischen Garten.
Auf relativ kleiner Fläche bietet der Park eine umfangreiche botanische Sammlung, so werden beispielsweise 150 Palmen aus über 50 verschiedenen Arten, über 300 Bäume aus 60 verschiedenen Arten und etwa 400 Sträucher der verschiedenen Regionen Spaniens ausgestellt.